# Шаповал Олександр Сергійович
Олекса́ндр Сергі́йович Шапова́л (25 липня 1992, смт Єлизаветградка, Олександрівський район, Кіровоградська область, Україна — 5 серпня 2015, поблизу с. Карлівка, Мар'їнський район, Донецька область, Україна) — український військовик, капітан Збройних сил України (посмертно). Командир взводу ведення розвідки технічними засобами 74-го окремого розвідувального батальйону (Черкаське, Дніпропетровська область).

## Життєпис
Закінчив середню школу № 30 м. Черкаси. Вступив до Київського військового ліцею імені Івана Богуна. Успішно склавши випускні іспити, у 2011 році вступив до Національної академії Сухопутних військ імені Петра Сагайдачного (м. Львів) на факультет аеромобільних військ та розвідки.
В 2012 році факультет було переведено до Військової академії в Одесу. В 2014 році закінчив факультет високомобільних десантних військ та розвідки, отримав офіцерське звання лейтенант і був призначений для подальшого проходження військової служби на посаду командира взводу.
Проходив службу у 74-му окремому розвідувальному батальйоні, який другий рік брав участь в антитерористичній операції на Сході України. Брав участь у обороні Донецького аеропорту.

### Обставини загибелі
Загинув 5 серпня 2015 р. разом з Віктором Росторопшою та Максимом Лянкою о 9:30, підірвавшись на фугасі поблизу села Карлівка (Мар'їнський район) Донецької області.
Місце поховання: смт Єлизаветградка, Олександрівський район (Кіровоградська область).

## Нагороди
- Указом Президента України № 553/2015 від 22 вересня 2015 року, «за мужність, самовідданість і високий професіоналізм, виявлені у захисті державного суверенітету та територіальної цілісності України, вірність військовій присязі», нагороджений орденом Богдана Хмельницького III ступеня (посмертно).
- Нагрудний знак «За оборону Донецького аеропорту» (посмертно).
- 18 жовтня 2017 року — нагороджений відзнакою «Почесний громадянин міста Черкаси»[1].

## Вшанування пам'яті
12 жовтня 2016 року у місті Черкаси на фасаді будівлі загальноосвітньої школи № 30 та 24 листопада 2016 року у місті Києві на фасаді головного корпусу Київського військового ліцею імені Івана Богуна, де навчався Олександр Шаповал, йому відкриті меморіальні дошки.
14 жовтня 2016 року, в День захисника Вітчизни, на фасаді Єлизаветградківської ЗШ І-ІІІ ст. урочисто відкрито меморіальну дошку Олександру Шаповалу.